# Kai Maaz
Kai Maaz (* 1972 in Rathenow) ist ein deutscher Bildungsforscher. Seit 2013 ist er Geschäftsführender Direktor am DIPF | Leibniz-Institut für Bildungsforschung und Bildungsinformation und Professor für Soziologie mit dem Schwerpunkt Bildungssysteme und Gesellschaft an der Johann Wolfgang Goethe-Universität Frankfurt am Main.

## Leben
Kai Maaz wuchs als Kind einer Arbeiterfamilie in Premnitz im heutigen Land Brandenburg auf. Nach der Schulzeit begann er eine Lehre als Werkzeugmacher in den Optischen Werken in Rathenow und holte an der Abendschule das Abitur nach. Nach dem Zivildienst studierte er Sozialpädagogik an der Katholischen Hochschule für Sozialwesen Berlin (FH-Diplom 1998) und Sozialwissenschaften an der Humboldt-Universität zu Berlin (Diplom 2002). Im Anschluss an ein Promotionsstipendium am Max-Planck-Institut für Bildungsforschung im von Jürgen Baumert geleiteten Forschungsbereich Erziehungswissenschaft und Bildungssysteme (2002 bis 2005), wo er anschließend bis 2009 als wissenschaftlicher Mitarbeiter und von 2009 bis 2010 als Forschungsgruppenleiter tätig war, wurde er 2006 an der Freien Universität Berlin in Erziehungswissenschaft promoviert. 2008 habilitierte er in Erziehungswissenschaft an der Freien Universität Berlin und 2010 folgte er einem Ruf auf eine Professur für quantitative Methoden in den Bildungswissenschaften an der Universität Potsdam. Seit 2013 ist er Direktor der Abteilung „Struktur und Steuerung des Bildungswesens“ am DIPF | Leibniz-Institut für Bildungsforschung und Bildungsinformation (mit Standorten in Frankfurt am Main und in Berlin) und zugleich Professor für Soziologie mit dem Schwerpunkt Bildungssysteme und Gesellschaft an der Johann Wolfgang Goethe-Universität Frankfurt am Main. Seit 2014 ist er Sprecher der Autorengruppe des Nationalen Bildungsberichts. Seit 2020 ist er Mitglied der Ständigen Wissenschaftlichen Kommission der Kultusministerkonferenz. 2019 übernahm er die Position des Geschäftsführenden Direktors des DIPF.

## Auszeichnungen
- 2010: Ernst-Meumann-Nachwuchspreis der Arbeitsgruppe für Empirische Pädagogische Forschung der Deutschen Gesellschaft für Erziehungswissenschaft, gemeinsam mit Gabriel Nagy[3]
- 2008: Nachwuchspreis Bildungssoziologie der Sektion Bildung und Erziehung der Deutschen Gesellschaft für Soziologie[3]

## Aktuelle Arbeits- und Forschungsschwerpunkte
Die Arbeits- und Forschungsschwerpunkte von Kai Maaz liegen im Schnittbereich soziologischer, erziehungswissenschaftlicher und psychologischer Bildungsforschung. Thematisch arbeiten er und sein Team unter anderem zu folgenden Bereichen: Bildungsmonitoring und -steuerung, Evaluation von Schulstrukturen, Bildungsprogrammen und Schulen, soziale Disparitäten des Bildungserwerbs über den Lebens- und Bildungsverlauf, Bildungsbiografien und Übergangsentscheidungen unter Berücksichtigung individueller, institutioneller und kontextueller Einflussgrößen sowie Forschungssynthesen und Systematic Reviews. Neben der kontinuierlich durchgeführten nationalen Bildungsberichterstattung zählten zuletzt verschiedene Begleituntersuchungen und Evaluationen von Bildungsreformen und schulpolitischen Maßnahmen zu den zentralen wissenschaftlichen Arbeiten von Kai Maaz und seinen Mitarbeiterinnen und Mitarbeitern. Sie untersuchten unter anderem die Schulstrukturreformen in Berlin und in Bremen sowie das Berliner Bonus-Programm zur Unterstützung von Schulen in schwieriger Lage. Darüber hinaus leitet Kai Maaz seit 2021 den Forschungsverbund in der Bund-Länder-Initiative „Schule macht stark“ sowie seit 2024 den Forschungsverbund zur wissenschaftlichen Begleitung des Startchancenprogramms.

## Gremientätigkeiten (Auswahl)
- seit 2024: Mitglied im wissenschaftlichen Beirat der Bundesregierung für globale Umweltveränderungen[9]
- seit 2021: Mitglied der Jury des Deutschen Schulpreises[10]
- 2019 bis 2020: Mitglied der Expertenkommission zur Verbesserung der Schulqualität in Berlin
- 2017 bis 2023: Vorsitzender der Deutschen Gesellschaft für Bildungsverwaltung (DGBV)
- 2016 bis 2018: Vorsitzender der Expertengruppe zur Evaluation der Bremer Schulreform
- seit 2011: Mitglied im Fachausschuss Bildung der Deutschen UNESCO-Kommission, seit 2024 stellvertretender Vorsitzender des Fachausschusses[11]

## Schriften (Auswahl)
- Kai Maaz, Hanna Dumont: Ungleichheiten des Bildungserwerbs nach sozialer Herkunft, Migrationshintergrund und Geschlecht. In: Olaf Köller, Marcus Hasselhorn, Friedrich W. Hesse, Kai Maaz, Josef Schrader, Heike Solga, C. Katharina Spieß, Karin Zimmer (Hrsg.): Das Bildungswesen in Deutschland: Bestand und Potenziale. Verlag Julius Klinkhardt, Bad Heilbrunn 2019, ISBN 978-3-8252-4785-0, S. 299–332.
- Hanna Dumont, Denise Klinge, Kai Maaz: The Many (Subtle) Ways Parents Game the System: Mixed-method Evidence on the Transition into Secondary-school Tracks in Germany. In: Sociology of Education. Band 92, Nr. 2, 2019, S. 199–228, doi:10.1177/0038040719838223 (englisch).
- Kai Maaz, M. Baethge, P. Brugger, S. Kühne, T. Rauschenbach, U. Rockmann, H.-G. Roßbach, A. Wolter (= Autorengruppe Bildungsberichterstattung): Bildung in Deutschland. Ein indikatorengestützter Bericht mit einer Analyse zu Wirkungen und Erträgen von Bildung. wbv Media, Bielefeld 2018, ISBN 978-3-7639-5964-8, doi:10.3278/6001820fw.
- Kai Maaz, S. Kühne: Indikatorengestützte Bildungsberichterstattung. In: Rudolf Tippelt, Bernhard Schmidt-Hertha (Hrsg.): Handbuch Bildungsforschung. 4. vollständig überarbeitete  Auflage. Springer, Wiesbaden 2018, ISBN 978-3-531-19980-1, S. 375–396, doi:10.1007/978-3-531-20002-6_15-1.
- Kai Maaz, Jürgen Baumert, Marko Neumann, Michael Becker, Hanna Dumont: Entwicklung einer neuen Schulstruktur im Berliner Schulsystem. Ausgewählte Befunde aus der BERLIN-Studie zur Evaluation der Berliner Schulstrukturreform. In: Heinz Günter Holtappels (Hrsg.): Entwicklung und Qualität des deutschen Schulsystems – Neuere empirische Befunde und Entwicklungstendenzen. Waxmann Verlag, Münster 2017, ISBN 978-3-8309-3626-8, S. 75–103.
- Kai Maaz, Anna Bachsleitner, Jürgen Baumert, Hanna Dumont, Marko Neumann, Susanne Radmann, Michael Becker: Soziokulturelle Disparitäten des Bildungserfolgs vor und nach der Schulstrukturreform in Berlin. In: Marko Neumann, Michael Becker, Jürgen Baumert, Kai Maaz, Olaf Köller (Hrsg.): Zweigliedrigkeit im deutschen Schulsystem. Potenziale und Herausforderungen in Berlin. Waxmann Verlag, Münster 2017, ISBN 978-3-8309-3628-2, S. 361–424.
- Kai Maaz, Jürgen Baumert, Marko Neumann, Michael Becker, Hanna Dumont (Hrsg.): Die Berliner Schulstrukturreform. Bewertung durch die beteiligten Akteure und Konsequenzen des neuen Übergangsverfahrens von der Grundschule in die weiterführenden Schulen. Waxmann Verlag, Münster 2013, ISBN 978-3-8309-7946-3.
- Kai Maaz, Gabriel Nagy: Der Übergang von der Grundschule in die weiterführenden Schulen des Sekundarschulsystems: Definition, Spezifikation und Quantifizierung primärer und sekundärer Herkunftseffekte. In: Jürgen Baumert, Kai Maaz, Ulrich Trautwein (Hrsg.): Zeitschrift für Erziehungswissenschaft. Bildungsentscheidungen. Sonderheft 12-2009. VS Verlag für Sozialwissenschaften, 2010, ISBN 978-3-531-92216-4, S. 153–182, doi:10.1007/978-3-531-92216-4_7.
- Kai Maaz, Ulrich Trautwein, Oliver Lüdtke, Jürgen Baumert: Educational Transitions and Differential Learning Environments: How Explicit Between-School Tracking Contributes to Social Inequality in Educational Outcomes. In: Child Development Perspectives. Band 2, Nr. 2, 2008, doi:10.1111/j.1750-8606.2008.00048.x (englisch).
- Kai Maaz: Soziale Herkunft und Hochschulzugang. Effekte institutioneller Öffnung im Bildungssystem. VS Verlag für Sozialwissenschaften, Wiesbaden 2006, ISBN 978-3-531-90441-2, doi:10.1007/978-3-531-90441-2.